# Premio assicurativo
Il premio assicurativo è la somma dovuta dal soggetto che si assicura al contraente assicuratore nell'ambito di un contratto di assicurazione. Si considera riferito all'anno ed è dovuto per intero, anche se solitamente nella pratica viene frazionato in rate.
Nel gergo tecnico delle assicurazioni è anche chiamato premio lordo in quanto è la somma tra il premio netto (ovvero il costo netto della copertura del rischio) e i vari "caricamenti", come per esempio i costi di acquisizione delle polizze e di gestione della compagnia per la liquidazione dei danni
L'entità del premio assicurativo dipende soprattutto dalla probabilità che un determinato evento (sinistro) si verifichi; per calcolare questa probabilità ci si serve di numerosi elementi, tra cui apposite rilevazioni statistiche. Inoltre l'assicurato deve fornire all'assicuratore tutte le informazioni utili a consentire la valutazione del rischio per determinare adeguatamente il premio.
Il premio di assicurazione, a differenza di quanto possa far pensare il termine, è una spesa annuale a carico del soggetto assicurato. È il costo della polizza assicurativa. Il termine deriva dalla parola 'premio' utilizzata nell'ambito delle scommesse già durante l'impero romano. In particolar modo nel settore dei trasporti ove, per assicurare il carico di una nave mercantile, un soggetto assicuratore scommette un determinato premio sull'effettivo arrivo a destinazione di un carico di merce, mentre il soggetto assicurato scommette sull'evento opposto (es. naufragio). A seconda dell'esito finale del trasporto marittimo una delle due parti, l'assicurato o l'assicuratore, vince il premio. Da questa antica origine deriva ancora oggi l'uso della parola premio assicurativo.